# Her Interactive
HeR Interactive (до 1995 года — в составе American Laser Games) — американская компания-разработчик компьютерных игр. Больше всего известна серией игр про Нэнси Дрю, девушку-детектива.
Изначально основывалась как подразделение компании American Laser Games и находилась в ее составе до 1995 года, которая в свое время являлась также разработчиком видеоигр и одним из основных производителей интерактивных фильмов в 1990-х годах. 

## История
После первого успеха с выпуском McKenzie & Co, HeR Interactive стала независимой компанией. 
American Laser Games продолжала функционировать до конца 1990-х годов. На тот момент подразделение Her Interactive, под которым она начала выпуск «игр для девочек» для IBM PC привел к финансовым трудностям и закрытию компании. Незадолго до закрытия, Her Interactive, Inc приобрела American Laser Games. 
В 2000 году все права на игры American Laser Games были проданы HeR Interactive компании Digital Leisure, Inc. Многие из игр были переизданы этой компанией для IBM PC и DVD-проигрывателей. 
Уже в 1998 году компания Her Interactive, Inc выпускает первую игру под брендом Нэнси Дрю, выпуском которых занимается и по сей день. 
Игра «Nancy Drew: Secrets Can Kill» оставила колоссальный след в истории этой компании и начала многим любимым серию игр про юную сыщицу. Издательством первых пяти игр занималась компания DreamCatcher Interactive. Идея выбрать столь непорочную главную героиню принесло Her Interactive, Inc невероятную популярность, так как она нравится очень многим. 
Бо́льшее количество игр сделано по книгам писательницы Кэролайн Кин. Игра «Nancy Drew: Secrets Can Kill» сделана по одноименной книге, однако игра «Nancy Drew: Sea of Darkness» была придумана исключительно разработчиками. 
В 2010 году была анонсирована первая игра «Shadow Ranch» для iOS. Игра была выпущена в виде книги, созданной по игре с несколько иным названием, «Nancy Drew: The Secret of Shadow Ranch». Из-за провала игры, HeR Interactive свернули проект по созданию подобной игры под названием «Castle Finster».
В 2012 году Her Interactive запускает следующий проект. Полноценна адаптация игры «Nancy Drew: Tomb of the Lost Queen» для мобильных платформ iOS и Android. HeR Interactive открыли рекламную кампанию для сбора средств на Kickstarter, и для того, чтобы ее поддержали запускают мощный маркетинг и призывают помочь им. Средства собрать не удалось и проект был свернут, не успев реализоваться.
HeR Interactive в конце 2013 года сделали намек на выход игры «Nancy Drew: Ghost of Thornton Hall» для iPad, Amazon Kindle Fire и планшетов на Android.
25 мая 2011 года Меган Гейзер отложила свои обязанности генерального директора HeR Interactive, Inc и стала креативным директором, обосновав это тем, что она решила сосредоточиться на создании игр, нежели на ведении дел компании. На ее место генерального директора был назначен Стюарт Малдер. В 2013 году Меган Гейзер и вовсе уходит из компании. Об этом говорится в одном из пресс-релизов под названием «Меган Гейзер делает следующий шаг». 
3 сентября 2014 стало известно, что в компании меняется генеральный директор. На новую должность приходит Пенни Милликен, член совет директоров компании с 2003 года, о чём говорилось в одном из официальных пресс-релизов.

## Игры

### Основная серия
- Nancy Drew: Secrets Can Kill (PC 1998)
- Nancy Drew: Stay Tuned for Danger (PC 1999)
- Nancy Drew: Message in a Haunted Mansion (PC 2000)
- Nancy Drew: Treasure in the Royal Tower (PC 2001)
- Nancy Drew: The Final Scene (PC 2001)
- Nancy Drew: Secret of the Scarlet Hand (PC 2002)
- Nancy Drew: Ghost Dogs of Moon Lake (PC 2002)
- Nancy Drew: The Haunted Carousel (PC 2003)
- Nancy Drew: Danger on Deception Island (PC 2003)
- Nancy Drew: The Secret of Shadow Ranch (PC 2004)
- Nancy Drew: Curse of Blackmoor Manor (PC 2004)
- Nancy Drew: Secret of the Old Clock (PC 2005)
- Nancy Drew: Last Train to Blue Moon Canyon (PC 2005)
- Nancy Drew: Danger by Design (PC 2006)
- Nancy Drew: The Creature of Kapu Cave (PC 2006)
- Nancy Drew: The White Wolf of Icicle Creek (PC 2007)
- Nancy Drew: Legend of the Crystal Skull (PC 2007)
- Nancy Drew: The Phantom of Venice (PC 2008)
- Nancy Drew: The Haunting of Castle Malloy (PC 2008)
- Nancy Drew Dossier: Lights, Camera, Curses (PC 2008)
- Nancy Drew Dossier: Resorting to Danger (PC 2009)
- Nancy Drew: Ransom of the Seven Ships (PC 2009)
- Nancy Drew: Warnings at Waverly Academy (PC 2009)
- Nancy Drew: Trail of the Twister (PC/Mac 2010)
- Nancy Drew: Shadow at the Water’s Edge (PC/Mac 2010)
- Nancy Drew: The Captive Curse (PC/Mac 2011)
- Nancy Drew: Alibi in Ashes (PC/Mac 2011)
- Nancy Drew: Tomb of the Lost Queen (PC/Mac 2012)
- Nancy Drew: The Deadly Device (PC/Mac 2012)
- Nancy Drew: Ghost of Thornton Hall (PC/Mac 2013)
- Nancy Drew: The Silent Spy (PC/Mac 2013)
- Nancy Drew: The Shattered Medallion (PC/Mac 2014)
- Nancy Drew: Labyrinth of Lies (PC/Mac 2014)
- Nancy Drew: Sea of Darkness (PC/Mac 2015)
- Nancy Drew: Midnight in Salem (2019)
- Mystery of the Seven Keys (PC/Mac 2024)

### Другие
- McKenzie & Co (PC 1995)
- The Vampire Diaries (PC 1996)
- The Cody Capers: Cody Pops the Case (PC 2007)
- The Hardy Boys: Treasure on the Tracks (Nintendo DS 2009)